# Куюджу Мурат-паша
Куюджу Мурад-паша (тур. Kuyucu Murat Paşa; около 1535 — 6 сентября 1611) — крупный османский государственный и военный деятель, великий визирь Османской империи (1606—1611).

## Биография
Предположительно родился на территории современной Боснии, этническое происхождение — хорват. Будучи девширме, поступил в школу Эндерун в султанском дворце Топкапы в Стамбуле. После завершения обучения служил в дворце.
В 1571 году Мурад-паша участвовал в военной экспедиции Коджи Синан-паши в Йемен. В 1576 году он был назначен бейлербеем (наместником) Йемена, занимал пост четыре года. В Йемене он построил мечеть, водохранилища и принял меры для развития города. По причине распространения его противниками слухов о том, что во время своего наместничества Мурад-паша накопил огромное богатство, он был уволен с этой должности и возвращён в Стамбул. По приказу султана Мурада III был наказан заточением в тюрьму в Едикуле.
Через некоторое время Мурад-паша был помилован и назначен наместником Триполи. В 1585 году он принимал участие в военном походе османской армии на Тебриз против Сефевидов. Во время одной из битв он был взят в плен персами и заключен в крепость Кахкаха.
В 1590 году Мурад-паша бежал из иранского заключения и вернулся в Стамбул. Затем он занимал посты наместника Кипра, в 1594 году был назначен бейлербеем Дамаска, а в 1595 году стал наместником Диярбакыра.
С 1595 году Мурад-паша участвовал в войне Османской империи против Габсбургов в Европе. Длительное время сражался на границах Венгрии. В 1596 году он отличился во время осады крепости Эгер (сентябрь-октябрь) и в Керестецкой битве (24—26 октября). В 1600 году Мурад-паша во время похода на Каниджу захватил крепость Бобофча.
В 1603 году Мурад-паша получил пост бейлербея Румелии и хранителя Будина. В 1605 году он назначен на должность четвёртого визиря и место в султанском диване (заседании совета). В 1606 году Мурад-паша был назначен командующим османской армией на венгерской границе. 11 ноября 1606 года был заключён Житваторокский мир между Османской империей и Габсбургами, завершивший длительную войну с Австрией.
В декабре 1606 года после казни великого визиря Дервиша-паши османский султан Ахмед I по предложению шейх уль-ислама Сунуллаха Эфенди назначил Мурад-пашу.
С весны 1607 по конец 1608 года великий визирь Мурад-паша занимался подавлением крупного восстания под предводительством Календер-оглу в Анатолии. Первоначально Календер-оглу контролировал район к западу от Анкары, к лету 1607 года под его командованием было около 30 тысяч человек. Его повстанческие отряды захватили большую территорию в Западной Анатолии и достигли берегов Эгейского и Мраморного морей.
Османский султан Ахмед I отправил на подавление восстания джелали в Анатолии правительственную армию под командованием опытного военачальника Мурада-паши. 5 августа 1608 года в сражении в долине Аладжа (к северо-востоку от Мараша) султанские войска одержали победу над повстанцами Календер-оглу, который имел под своим началом от 20 до 50 тысяч воинов. Календер-оглу понёс большие потери и с отрядом в несколько тысяч человек отступил в район Байбурта. Мурад-паша преследовал противника и нанёс ему новое поражение. Календер-оглу с отрядом в 2 тысячи человек отступил в иранские владения.
После победы над Календер-оглу Анатолия вернулась под власть Османов. Правительственные войска под командованием Мурад-паша огнём и мечом восстановили власть султана.
В 1610 году великий визирь Куюджу Мурад-паша выступил в поход против персидского шаха Аббаса, но не смог вовлечь его в генеральное сражение, а в августе 1611 года скончался в Диярбакыре.

## Киновоплощения
В турецком телесериале «Великолепный век: Империя Кёсем» роль Куюджу Мурада — паши исполнил актер Джихан Унал (род. 1946).